# Sân bay quốc tế Lubbock Preston Smith
Sân bay quốc tế Lubbock Preston Smith (mã sân bay IATA: LBB, mã sân bay ICAO: KLBB là một sân bay nằm ở phía bắc của Lubbock, tiểu bang Texas, Hoa Kỳ. Ban đầu được biết đến với tên gọi sân bay quốc tế Lubbock, sân bay này đã được đổi tên trong năm 2004 để vinh danh cựu thống đốc Texas Preston E. Smith, một cựu sinh viên của trường Đại học Kỹ thuật Texas. Sân bay này có ba đường băng.
Sân bay này là sân bay bận rộn thứ 8 ở Texas, với hơn số lượng cao hơn 90.000 người lên máy bay so với sân bay bận rộn nhất 9 (sân bay quốc tế Midland). Sân bay quốc tế Lubbock là sân bay hàng đầu giữa các thành phố nhỏ hơn ở Texas (chỉ đứng sau Dallas, Houston, San Antonio, Austin, và El Paso). Nó chỉ hoàn thành xây dựng chủ yếu lại của nó và cơ cấu lại các bãi đỗ xe. Sân bay quốc tế Lubbock Preston Smith là một trong 42 sân bay trên khắp thế giới với mạng sân bay CNN. Sân bay Lubbock Preston đóng vai chủ nhà như một trung tâm lớn cho các máy bay trung chuyển Fedex phục vụ các thành phố xung quanh Lubbock.